# Elena Alberti Nulli
Elena Alberti Nulli (Brescia, 10 de setembre de 1926) és una poetessa llombarda en dialecte brescià.
Treballà com a professora de literatura italiana i escrigué en alguns llibre sobre didàctica així com col·laborà en diaris i revistes (Madre, La Voce del Popolo). També participà durant diversos anys en programes de ràdio de l'emissora Radio Voce, dedicada a la tradició i la poesia bresciana. Resideix a la localitat llombarda de Monticelli Brusati, situada a la comarca vitivinícola de Franciacorta. A les deu de la nit del 4 de març de 2020, quan vivia sola amb noranta-tres anys, fou assaltada i lligada de mans i peus per tres lladres que entraren al seu domicili per a robar i li prengueren diners i joies.

## Obres
El conjunt de les seves obres poètiques són:
- I scarabòcc del temp
- Pignàta che bói, 1981
- Gesù" (recital portat a escena per Francesco Braghini i Vittorio Soregaroli), 1993
- La Lüna sui Rónch, 1995
- Stèla de rùer, 1998
- Seré de nòt, 2003
- El pomgranàt, 2012

L'any 2001 va publicar en italià el llibre Metà cielo-metà erba, una història de les tradicions vinculades a l'inici del moviment artístic del Novecento.